# Nea Ekklesia

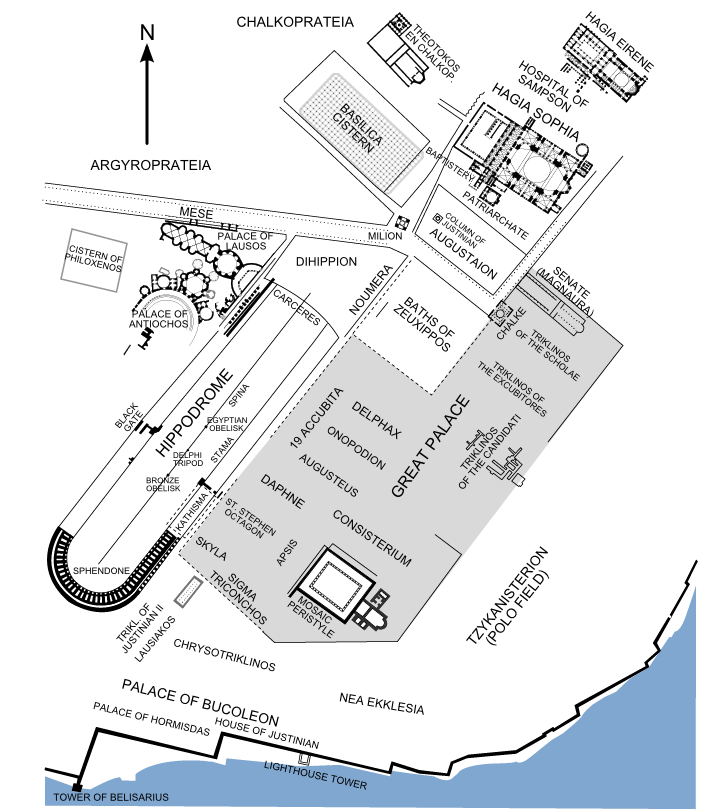
Plan kompleksu Wielkiego Pałacu. Prawdopodobna lokalizacja kościoła Nea Ekklēsia została zaznaczona na południowym skraju kompleksu.

Nea Ekklesia (gre.: Νέα Ἐκκλησία, "Nowy Kościół") – kościół wybudowany w Konstantynopolu za panowania cesarza Bazylego I Macedończyka w roku 880, obecnie nieistniejący. Kościół wznosił się na południowym skraju kompleksu Wielkiego Pałacu. Uważa się go za pierwszy przykład, typowego dla architektury bizantyńskiej, pięciokopułowego kościoła na planie krzyża greckiego wpisanego w kwadrat.
Bezpośrednio po zakończeniu kontrowersji ikonoklastycznej w architekturze bizantyńskiej, podobnie jak w innych dziedzinach sztuki tego państwa, nastąpiły doniosłe zmiany. Nea Ekklesia była właśnie efektem tych zmian, stanowiąc swoisty wynik ewolucji wcześniejszej formy bazyliki kopułowej.

## Historia Kościoła
Kościół został wzniesiony pod bezpośrednim nadzorem cesarza Bazylego I, w południowo-wschodnim rogu kompleksu Wielkiego Pałacu w Konstantynopolu, niedaleko tzykanistērion (cesarskiego boiska do gry w polo). Nea Ekklesia została konsekrowana 1 maja 880 przez ekumenicznego patriarchę Focjusza I. Kościół poświęcono Chrystusowi, archaniołowi Michałowi (w późniejszych źródłach wymienia się archanioła Gabriela), prorokowi Eliaszowi, Maryi Dziewicy oraz Świętemu Mikołajowi.
Na wzór Kościoła Mądrości Bożej cesarz Bazyli I wyposażył Nea Ekklesia w znaczne dobra oraz pewien samorząd. Podczas panowania Bazylego oraz jego bezpośrednich następców kościół ten odgrywał istotną rolę w ceremoniach pałacowych, a co najmniej do końca panowania Konstantyna VII, rocznica jego konsekracji uchodziła za główne święto dynastii Macedońskiej. W XI wieku przypałacowy kościół zamieniono na klasztor, określany jako "Nowy klasztor" (Νέα Μονή). Cesarz Izaak II Angelos ogołocił kościół z większości jego bogatych dekoracji oraz mebli i naczyń liturgicznych. Całe to wyposażenie zostało przez niego użyte przy odnawianiu kościoła Świętego Michała mieszczącego się w dzielnicy Anaplous. Fakt ten wiązał się zapewne z przeniesieniem cesarskiej siedziby z Wielkiego Pałacu do Pałacu Blecharny położonego na przeciwległym krańcu miasta, a co za tym idzie z zaprzestaniem użytkowania kompleksu Wielkiego Pałacu, którego Nea Ekklesia była częścią. Kościół pozostawał jednak w użyciu, i to także w okresie okupacji łacinników, aż do upadku Konstantynopola 29 maja 1453 roku. Po tej dacie Turcy przekształcili go w składnicę prochu strzelniczego, co spowodowało, że kiedy w 1490 roku w świątynię uderzył piorun, uległa ona praktycznie całkowitemu zniszczeniu.

## Architektura kościoła
Podobnie jak Kościół Mądrości Bożej, świątynię poprzedzało przestronne i wspaniałe atrium, lecz wewnątrz zniknął wszelki ślad bazyliki. Nea Ekklesia była bowiem założeniem wybudowanym na planie równoramiennego krzyża greckiego, wpisanego w kwadrat. Wieńczyło ją pięć kopuł, z których jedna (główna) była umieszczona na przecięciu ramion krzyża, pozostałe zaś na czterech rogach budynku.
Nea Ekklesia zapoczątkowała nowy styl w architekturze kościelnej. Charakteryzował się on tym, iż wydobyto kopuły z korpusu budowli (w przeciwieństwie na przykład do Kościoła Mądrości Bożej). Skutek ten osiągnięto poprzez znaczne podwyższenie bębna kopuły głównej, mieszczącej się na skrzyżowaniu ramion krzyża greckiego. Podwyższono również, choć już nie tak wyraźnie, bębny pozostałych czterech kopuł, znajdujących się na ramionach krzyża.
Podwyższenie bębnów spowodowało, iż do wnętrza świątyni mogło dostawać się więcej światła, które oświetlało miejsca dotychczas pozostające w cieniu. Ten efekt pozwalał z kolei na wzbogacenie wystroju świątyni poprzez rozszerzenie jej programu ikonograficznego w postaci wielu nowych fresków i mozaik.
Kolejnym elementem charakterystycznym nowego kościoła było przejęcie z cesarskich budowli reprezentacyjnych systemu czterech podpór, w którym kopuła wraz z nasadą (bębnem) opierała się na czterech wysokich kolumnach. System ten pozwalał uzyskać w świątyni więcej wolnej przestrzeni poprzez połączenie naosu (nawy głównej), z nawami bocznymi.

## Znaczenie kościoła
Jak pisze Ch. Diehl, Nea Ekklesia była dla budownictwa z końca IX wieku tym, czym Hagia Sophia dla architektury VI wieku, czyli "(...) charakterystyczną, typową konstrukcją, która miała służyć za wzór licznym naśladowcom". Choć, jak zauważa Diehl, plan nowej świątyni nie był całkowicie nowatorski (podobnie jak było to w wypadku Kościoła Mądrości Bożej), to jednak poczynając od jego wzniesienia z fundacji cesarskiej w IX wieku stał się on niezwykle popularny i "(...) chociaż nigdy nie wypiera całkowicie dawniejszych form, jest odtąd stałym, można rzec klasycznym, typem architektury bizantyjskiej".